# Col du Hahnenbrunnen
Le col du Hahnenbrunnen est un col du massif des Vosges, situé dans le Haut-Rhin, qui est un point de passage de la route des Crêtes (D 430). Il relie Kruth à Metzeral mais aucune route carrossable ne le permet directement.

## Toponymie
En allemand, « Hahnen » et « Brunnen » signifient respectivement « coqs » et « fontaine » donc Hahnenbrunnen peut se traduire par « fontaine aux coqs », les coqs étant des coqs de bruyère.

## Géographie
Situé à l'altitude de 1 186 m, le col relie la vallée de la Thur (côté Kruth) à la vallée de la Fecht (côté Metzeral). Il s'agit du plus haut col routier des Vosges.